# Vasile Ursu Nicola

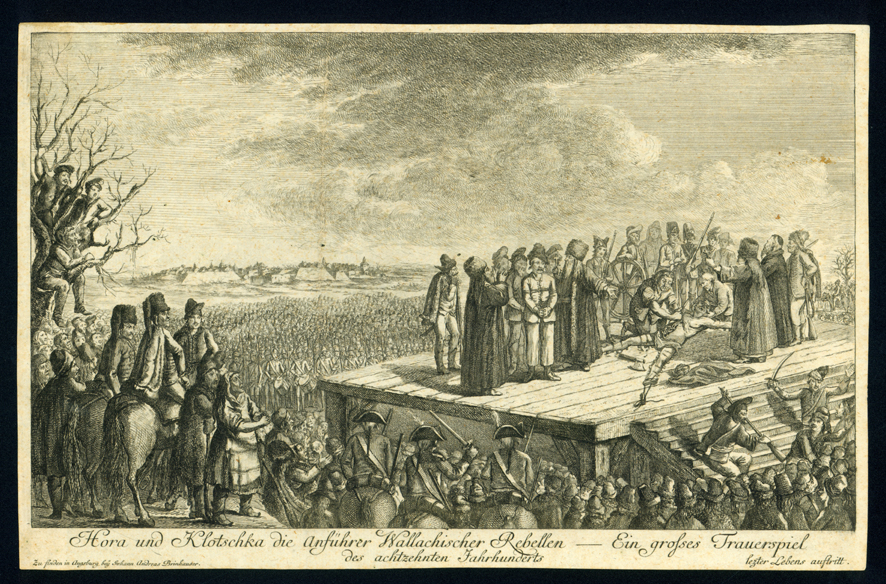
Ilustracja przedstawiająca egzekucja Horei i Cloșca

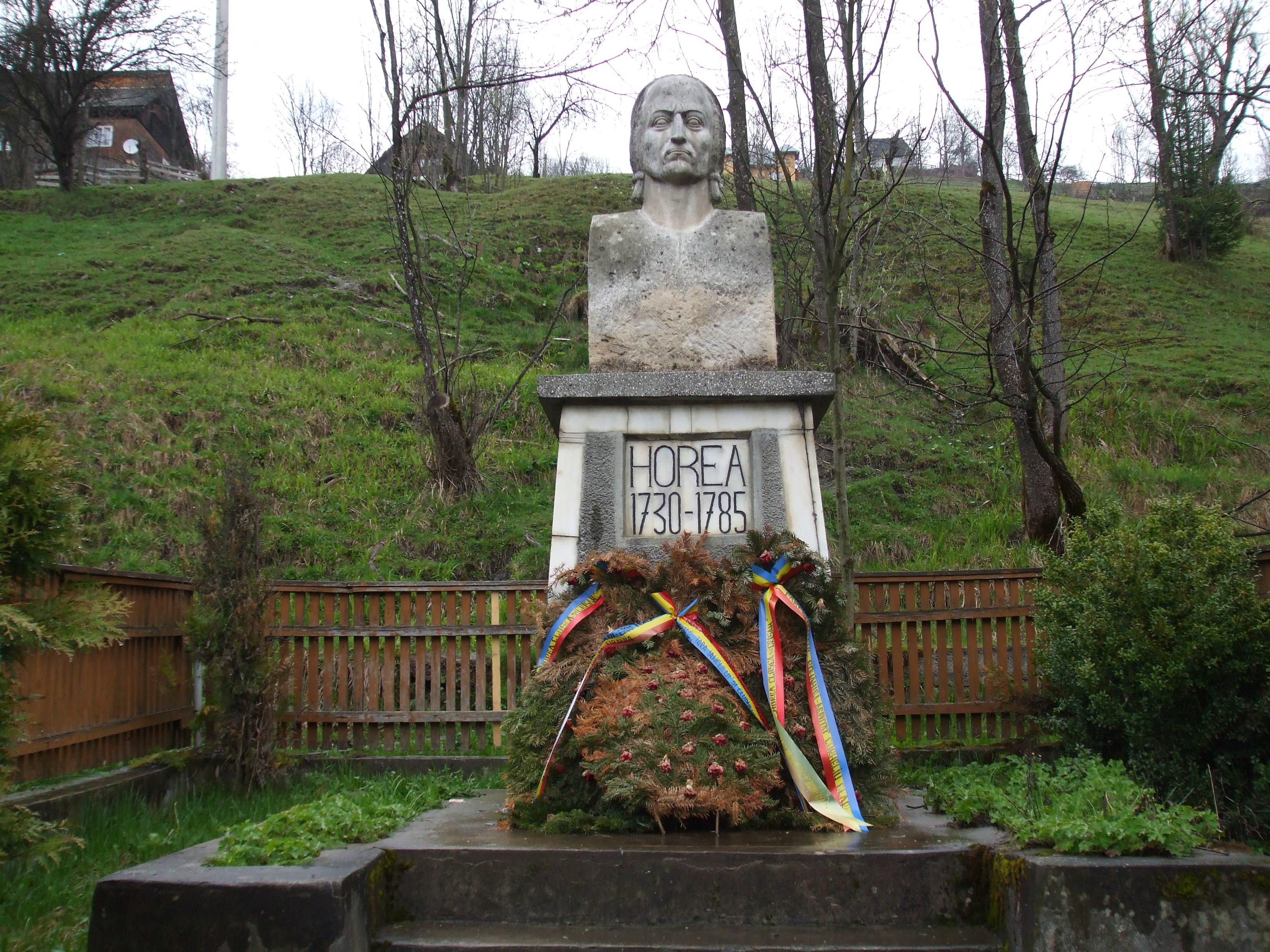
Pomnik upamiętniający Vasile Ursu Nicola (Horea) w Rumunii.

Vasile Ursu Nicola (ur. w 1731 w Arada, zm. 28 lutego 1785 w Karlsburgu) – jeden z przywódców powstania chłopów w Siedmiogrodzie w latach 1784–1785.
Vasile Ursu Nicola (Bazyli Niedźwiedź Mikołaj) zwany Horia (Horea) urodził się w 1730 lub 1731 roku we wsi Arada, w Księstwie Transylwanii (obecnie Horea w Rumunii). Jako ubogi chłop-wyrobnik ze wsi Albac, w poszukiwaniu pracy przemierzył wiele krajów. Szukając sprawiedliwości dla chłopów był czterokrotnie w Wiedniu. W 1782 roku za zniszczenie zapasów alkoholu w czasie zamieszek w Câmpeni, Horia, jako przedstawiciel delegacji chłopskiej, uzyskał złagodzenie kary dla pięciu chłopów skazanych na śmierć. Zamieniono im karę na więzienie i chłostę. Po powrocie z Wiednia Horia został aresztowany i pobity. Z więzienia udało mu się jednak zbiec. W 1784 roku Horia zwany przez szlachtę słynnym zwodzicielem chłopów stanął na czele powstania chłopskiego w Siedmiogrodzie, podobnie jak Ion Oarga (Cloșca) i Marcu Giurgiu (Crișan). W powstaniu uczestniczył także jego syn Huan.
Po przegranej bitwie pod Mihăileni razem z Closką schronił się w górach. W wyniku zdrady zostali jednak ujęci. Z rozkazu cesarza Józefa II najpierw, po zakuciu w łańcuchy, byli oprowadzani po drogach, a 28 lutego 1785 roku zostali straceni w czasie publicznej egzekucji przez łamanie kołem i ćwiartowanie. Ponieważ powstanie chłopskie stało się głośne w Europie, polityk francuski Jacques Pierre Brissot wystąpił publicznie w obronie Horii, obrona miała formę listu otwartego do cesarza.